# Pennautier
Pennautier är en kommun i departementet Aude i regionen Occitanien  i södra Frankrike. Kommunen ligger  i kantonen Carcassonne 2e Canton-Nord som ligger i arrondissementet Carcassonne. År 2022 hade Pennautier 2 875 invånare.

## Befolkningsutveckling
Antalet invånare i kommunen Pennautier
Referens: INSEE